# Phaeochlaena amazonica
Phaeochlaena amazonica är en fjärilsart som beskrevs av Druce 1899. Phaeochlaena amazonica ingår i släktet Phaeochlaena och familjen tandspinnare. Inga underarter finns listade i Catalogue of Life.